# Геллен Чанда
Геллен Нгандве Чанда (англ. Hellen Ng'andwe Chanda; нар. 9 червня 1998, Замбія) — замбійська футболістка, нападниця клубу «Ред Ерроуз» та національної збірної Замбії. Одна з гравчинь, яка поїхала на футбольний турнір Літньої Олімпіади 2020 року.

## Клубна кар'єра
З 2016 року захищає кольори замбійського клубу «Ред Ерроуз».

## Кар'єра в збірній
У складі дівочої збірної Замбії (WU-17) поїхала на Дівочий чемпіонат світу (WU-17) 2014 року. У складі команди WU-17 дебютувала 16 березня 2014 року в програному (0:2) поєдинку проти одноліток з Італії. Гелен вийшла на поле на 56-ій хвилині, замінивши Ірен Лунгу. Загалом на вище вказаному турнірі зіграла 2 матчі.
У 2018 році отримала виклик до національної збірної Замбії для участі в Кубку африканських націй. На вище вказаному турнірі дебютувала 24 листопада 2018 року в нічийному (1:1) поєдинку проти ПАР. Чанда вийшла на поле в стартовому складі, а на 63-ій хвилині її замінила Авелл Читунду.